# Tentative de coup d'État de 2012 en Côte d'Ivoire
La tentative de coup d'État de 2012 en Côte d'Ivoire est un coup d'État manqué mené par des officiers militaires en exil fidèles à l'ancien président Laurent Gbagbo pour renverser le gouvernement d'Alassane Ouattara. Les services de sécurité de Côte d'Ivoire ont saisi des documents décrivant les plans du renversement éventuel et du remplacement du dirigeant démocratiquement élu par un conseil militaire de transition.

## Contexte
Dans une interview publique à la télévision nationale, le ministre de l'Intérieur Hamed Bakayoko accuse des officiers pro-Gbagbo et d'anciens membres de son administration de complicité dans le complot visant à installer un conseil militaire de transition, révélant: "Nous avions des informations très précises selon lesquelles un groupe d'officiers en exil à Accra préparait une opération militaire en Côte d'Ivoire visant à déstabiliser le pays". Il diffuse ensuite une vidéo enregistrée dans laquelle un groupe d'hommes en uniforme, dirigé par un porte-parole, proclame la dissolution des institutions de la Côte d'Ivoire et la création d'un conseil pour la souveraineté nationale. La porte-parole, identifiée plus tard comme étant le colonel Kate Gnotua, annonce dans la vidéo: "Toutes les institutions de l’État sont dissoutes. Toutes les activités politiques sont suspendues. Un couvre-feu est instauré jusqu’à nouvel ordre". La vidéo enregistrée devait être diffusée à la télévision nationale après la prise de contrôle'.
Parmi les chefs présumés du coup d'État déjoué figurent Moïse Lida Kouassi, ancien ministre de la Défense et allié clé de Laurent Gbagbo, et le colonel Kate Gnotua, ancien officier supérieur de la garde présidentielle de Gbagbo. Kouassi se brouille par la suite avec Kate Gnotua.
Le complot du coup d'État implique notamment des mercenaires libériens et des milices ivoiriennes, liées aux loyalistes de Gbagbo. La tentative de coup d'État est liée aux récentes violences, notamment au meurtre de sept Casques bleus de l'ONU, et implique des éléments de la garde présidentielle de Gbagbo.
Finalement, plusieurs putschistes sont arrêtés, dont Kate Gnatoa et Kouassi, qui reconnaissent avoir eu connaissance du complot, avouant: "Les documents qui ont été saisis lors de mon arrestation à mon domicile à Lomé concernent bien une transition et une communication de crise en Côte d'Ivoire"'. Il regrette de ne pas avoir informé les autorités plus tôt et indique sa volonté de demander pardon au président pour son inaction.